# Hekima University College
Das Hekima College ist eine 1984 unter dem Namen Jesuit School of Theology gegründete wissenschaftliche Hochschule für katholische Theologie mit Sitz in Nairobi (Kenia). Sie gehört als institutionell selbstständige Einrichtung zur Catholic University of Eastern Africa (CUEA) und steht unter Trägerschaft des Jesuitenordens. Das Lehrangebot umfasst unter anderem einen dreijährigen Studiengang der katholischen Theologie.
2004 wurde am College das Institute of Peace Studies and International Relations gegründet, das der Lehre und Forschung über Migration, Konfliktprävention und Friedenssicherung dient. Das Institut, ursprünglich hervorgegangen aus einer Initiative von Studenten, die in der Flüchtlingsarbeit tätig waren, bietet einen staatlich anerkannten Master-Studiengang Friedensforschung und Internationale Beziehungen an.
Seit 1989 verfügt das College über eine eigene Bibliothek mit ca. 90.000 Bänden und Zeitschriften.
Wissenschaftliches Organ der Hochschule ist die seit 1988 erscheinende Zeitschrift Hekima Review, in der aktuelle Themen der Theologie, der Konflikt- und Friedensforschung und der Internationalen Beziehungen diskutiert werden.